# 長崎地方検察庁
長崎地方検察庁（ながさきちほうけんさつちょう）は、長崎県長崎市にある日本の地方検察庁の一つで、長崎県を管轄している。略称は、長崎地検（ながさきちけん）。
長崎県を管轄しており、長崎市に設置されている本庁のほか、大村・島原・佐世保・平戸・壱岐・五島・厳原に支部を設置している。

## 所在地
- 本庁 - 長崎市万才町9-33
- 大村支部 - 大村市東本町534 法務総合庁舎
- 島原支部 - 島原市城内1丁目1204
- 佐世保支部・平戸支部 - 佐世保市祇園町21-1
- 壱岐支部 - 壱岐市郷ノ浦町本村触629-1
- 五島支部 - 五島市紺屋町1-1
- 厳原支部 - 対馬市厳原町中村643

## 管轄
- 本庁
  - 長崎区検察庁（長崎市・西海市（西海総合支所、大島総合支所、崎戸総合支所の各所管区域を除く）西彼杵郡（長与町・時津町））
- 大村支部
  - 大村区検察庁（大村市・東彼杵郡（東彼杵町））
  - 諫早区検察庁（諫早市）
- 島原支部
  - 島原区検察庁（島原市・雲仙市・南島原市）
- 佐世保支部
  - 佐世保区検察庁（佐世保市・西海市（西海総合支所・大島総合支所・崎戸総合支所（平島を除く）の各所管区域）・東彼杵郡（川棚町波佐見町）・北松浦郡（小値賀町・佐々町））
- 平戸支部
  - 平戸区検察庁（平戸市・松浦市）
- 壱岐支部
  - 壱岐区検察庁（壱岐市）
- 五島支部
  - 五島区検察庁（五島市）
  - 新上五島区検察庁（南松浦郡・西海市（崎戸総合支所（平島）の所管区域））
- 厳原支部
  - 厳原区検察庁（対馬市（峰支所・上県支所・上対馬支所の各所管区域を除く））
  - 上県区検察庁（対馬市（峰支所・上県支所・上対馬支所の各所管区域））

## 歴代検事正
（カッコ内は在任期間と後職）
- 田口忠男（～2002年8月　最高検察庁検事）
- 石井政治（2002年8月～2003年12月　東京法務局長）
- 浅野義正（2003年12月～2005年6月　退職）
- 落合俊和（2005年6月～2007年4月　退職）
- 荒木俊夫（2007年4月～2008年12月　前橋地検検事正）
- 岩橋義明（2008年12月～2010年1月　福岡高検次席検事、法務総合研究所福岡支所長）
- 室井和弘（2010年1月〜2011年7月　辞職）
- 小寺哲夫（2011年7月～2013年7月　札幌地検検事正）
- 小山紀昭（2013年7月～2014年4月　辞職）
- 天野和生（2014年4月〜）
- 奥村淳一（〜2017年1月　静岡地検検事正）
- 山下隆志（2017年1月〜2018年2月　広島地検検事正）
- 仁田良行（2018年2月〜2019年）
- 吉池浩嗣（2019年〜）